# Tulbaghia violacea
Tulbaghia violacea là một loài thực vật có hoa trong họ Amaryllidaceae. Loài này được Harv. miêu tả khoa học đầu tiên năm 1837.

## Hình ảnh

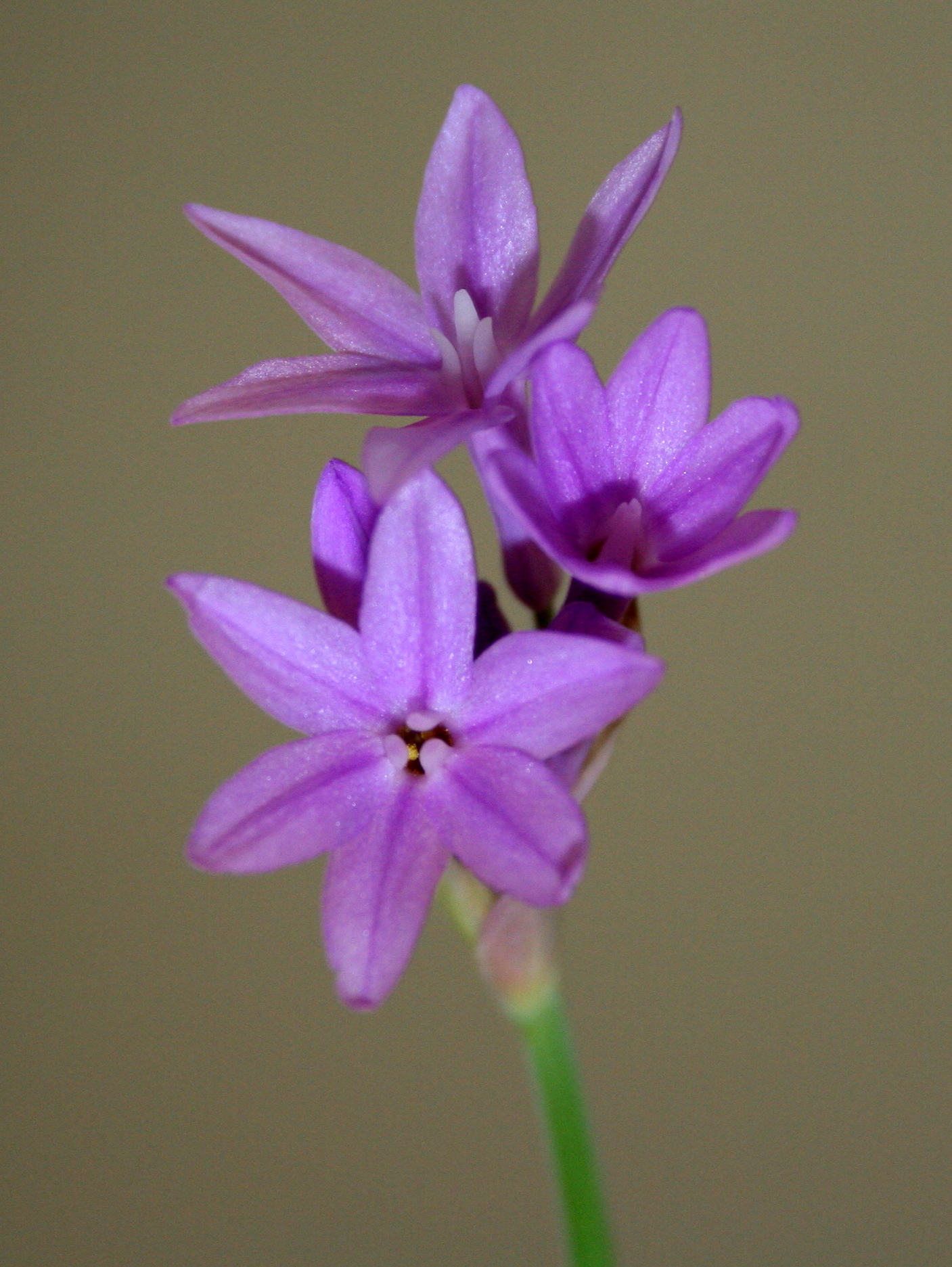
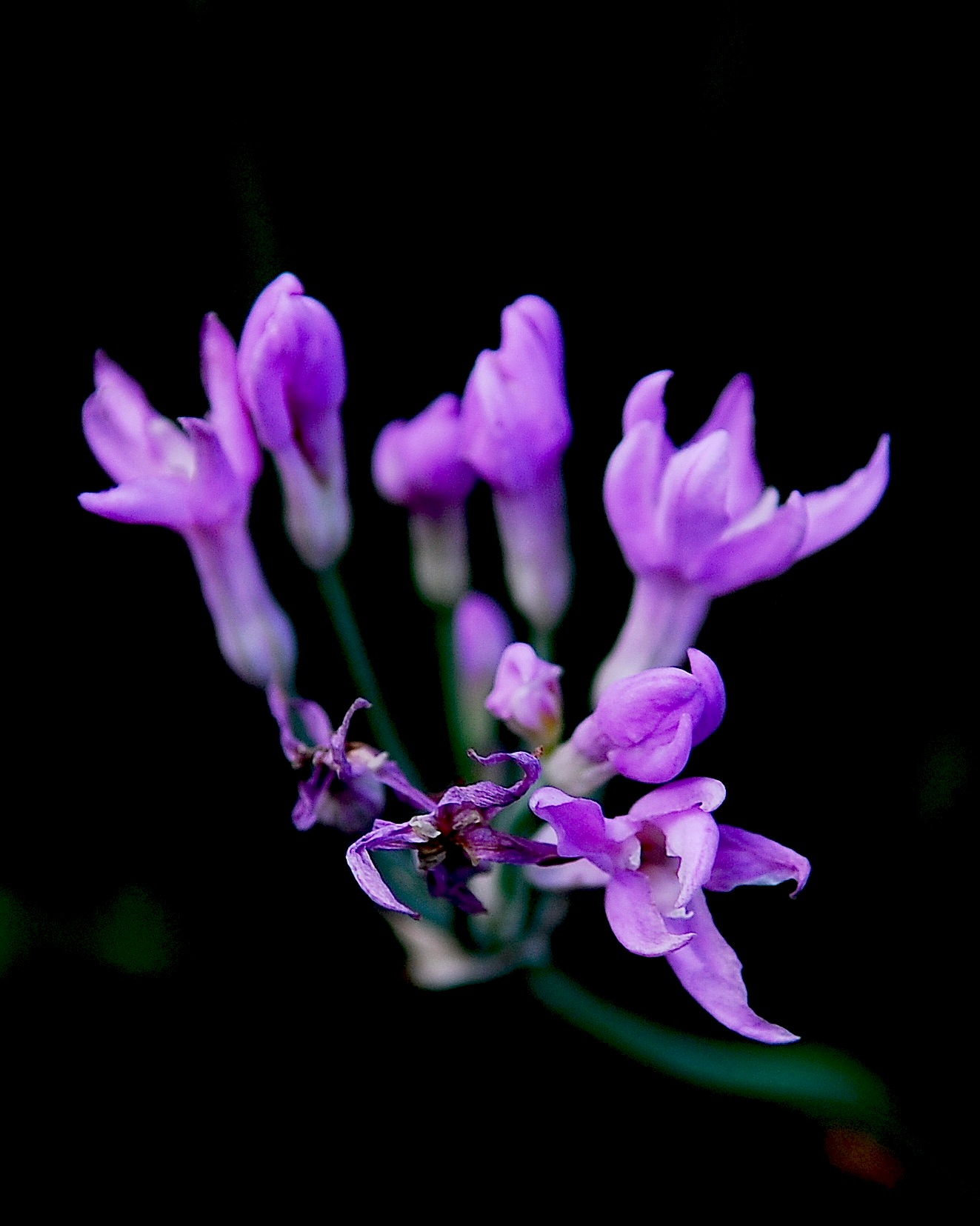
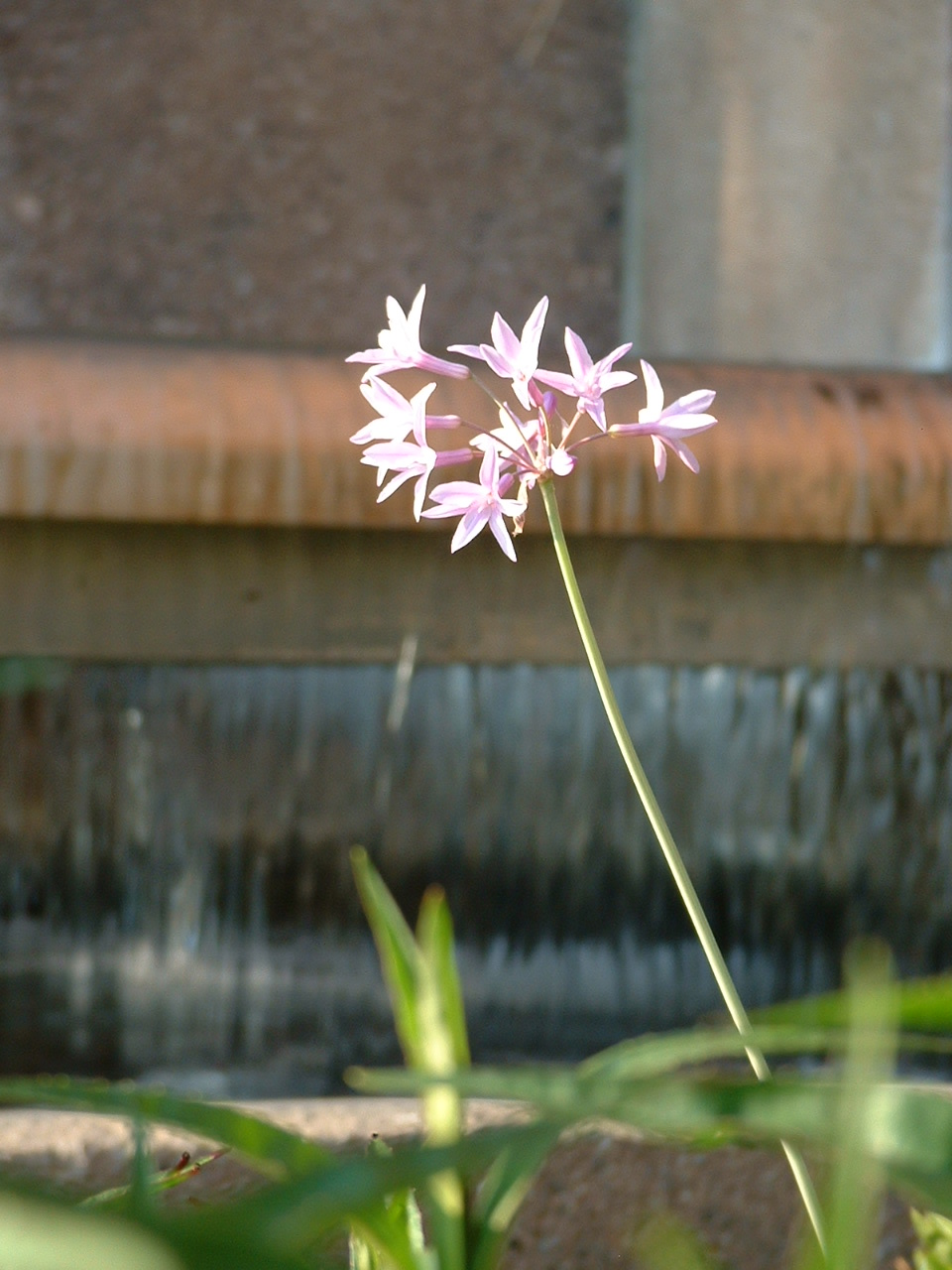
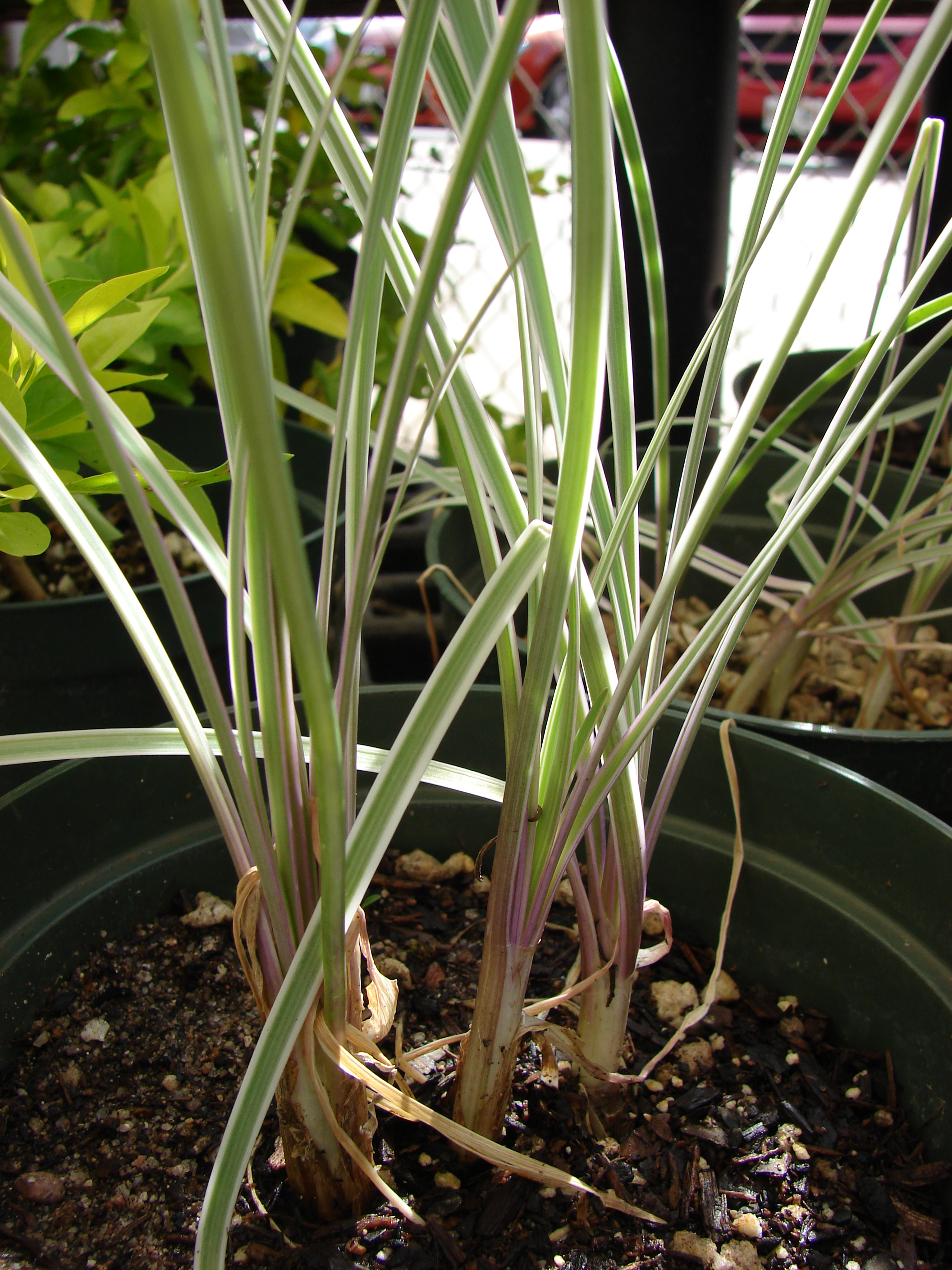